# Konradów (województwo dolnośląskie)

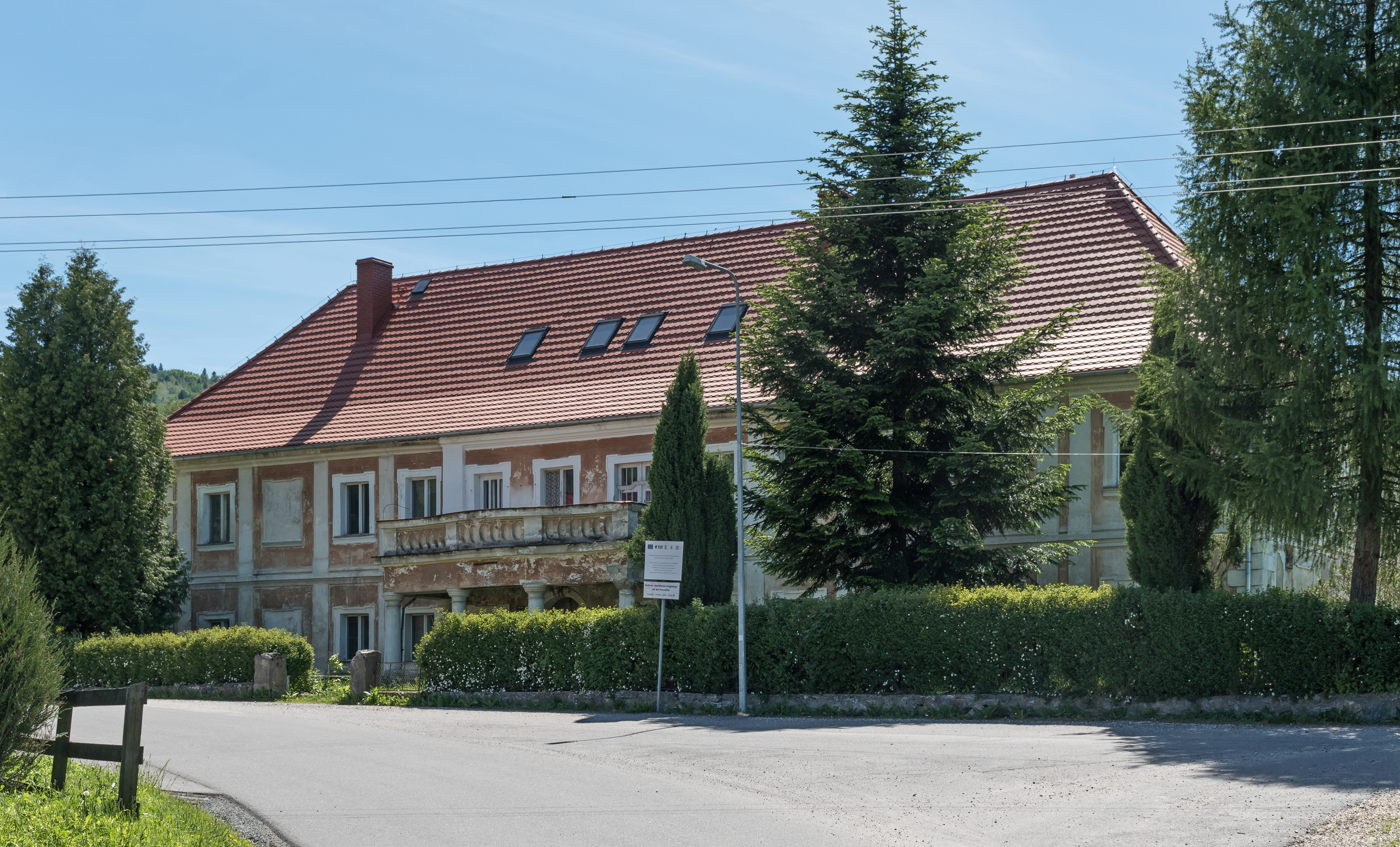
Dwór w Konradowie

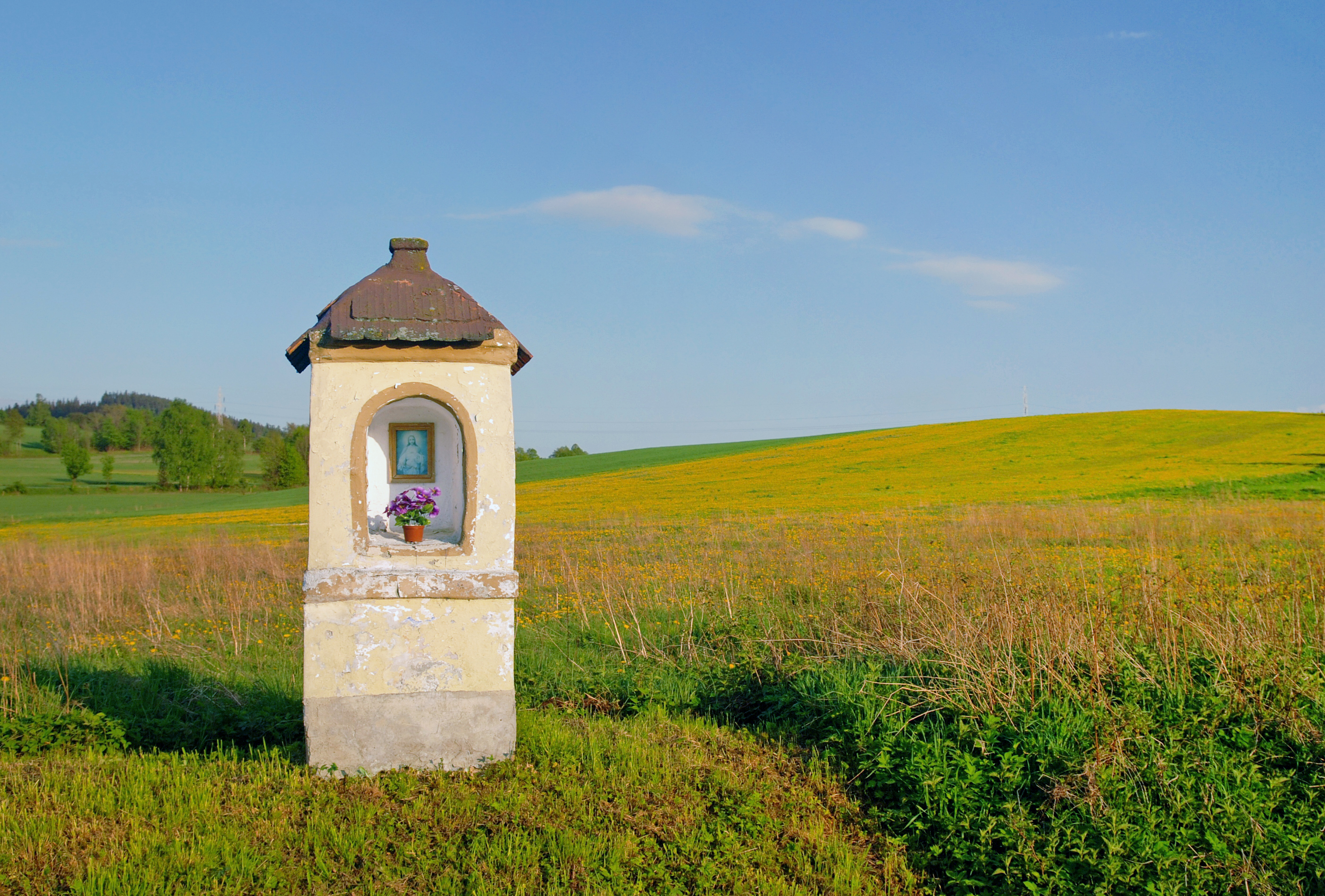
Kapliczka w Konradowie

Konradów (niem. Konradswalde) – wieś w Polsce położona w województwie dolnośląskim, w powiecie kłodzkim, w gminie Lądek-Zdrój.
W przeszłości do wsi należały przysiółki:
- Leśniaki (niem. Wäldchen)[5]
- Wygon (niem. Kühberge)[6]
- Zagórnik (niem. Hinter dem Berge)[7]

Obecnie nazwy niestandaryzowane w granicach wsi.

## Położenie
Konradów to duża wieś łańcuchowa o długości około 3 km, leżąca w północnej części Krowiarek, rozciągnięta wzdłuż Konradki, na wysokości około 440–530 m n.p.m.

## Podział administracyjny
W latach 1975–1998 miejscowość administracyjnie należała do województwa wałbrzyskiego.

## Historia
Pierwsze wzmianki o Konradowie pochodzą z roku 1346, z dokumentu wydanego przez króla Jana Luksemburskiego. Wieś wchodziła wtedy w skład państwa karpieńskiego i została przekazana w lenno braciom von Glubos. W tym czasie istniał już tam kościół, a w roku 1384 zanotowano istnienie parafii. W 1416 roku wzmiankowano tu sędziostwo, które niewątpliwie powstało znacznie wcześniej. Po upadku państwa karpieńskiego wieś stała się królewszczyzną. Działała tu szkoła katolicka, wzmiankowana po raz pierwszy w 1789 roku. W roku 1840 miejscowość należała do największych wsi w regionie, były tu wtedy: dwór, szkoła, tartak, dwie olejarnie, browar, gorzelnia i aż siedem młynów wodnych. Od średniowiecza z przerwami aż do połowy XIX wieku w okolicy wsi prowadzono wydobycie rud żelaza. W XIX wieku Konradów nadal pozostawał dużą miejscowością, w związku z czym po 1885 roku stał się siedzibą urzędu stanu cywilnego. Największą liczbę ludności wsi odnotowano w 1857 roku (900 osób).

## Zabytki
Do wojewódzkiego rejestru zabytków wpisane są:
- Kościół Podwyższenia Krzyża w Konradowie, z XVII wieku, przebudowany w XIX wieku[8]. Jest to budowla jednonawowa z półkolistym prezbiterium i wieżą zwieńczoną barokowym hełmem. Wewnątrz zachowało się wyposażenie z XVIII wieku, między innymi figury świętych autorstwa Michała Klahra[8]. Poza tym jest tam też barokowa chrzcielnica, ambona i organy w tym samym stylu[8]. Kościół jest otoczony murem, przy którym stoi kamienny krzyż ze sceną ukrzyżowania[8].
- dwór, z końca XVIII wieku, przebudowany w XX wieku[8]. Jest to trzynastoosiowa piętrowa budowla z portykiem i balkonem, wzniesiona na planie wydłużonego prostokąta[11]. Budynek nakryty jest dachem czterospadowym i ma zachowany pilastrowy podziałem elewacji[11]. Po roku 1945 w obiekcie funkcjonował ośrodek wczasowy, następnie były w nim mieszkania pracowników PGR-u, obecnie jest częściowo zamieszkały[8].

Inne zabytki:
- liczne domy z XVIII i XIX wieku,
- dwa kamienne mosty z XIX wieku, położone przy domach nr 13 i 74.